# Армия генерала Дудаева
Армия генерала Дудаева (АГД) — вооружённое военно-политическое формирование бригадного генерала ВС ЧРИ Салмана Радуева. Было создано в июне-июле 1996 года на основе его отряда «Президентские береты».

## История
По некоторым данным, средства для создания АГД были получены криминальным путём.
АГД не подчинялась руководству ЧРИ и не признавала законность президентских выборов 27 января 1997 года. С.Радуев утверждал, что погибший президент ЧРИ Джохар Дудаев на самом деле не погиб, а скрывается.
Штаб и основные силы АГД находились в Гудермесском районе. Сторонники АГД действовали в Грозном, Гудермесе и близ границы с Дагестаном. АГД имела также сторонников среди активистов ауховского (аккинского) национального движения чеченцев в Дагестане.
Декларируемая целью армии было — «продолжение национально-освободительной войны против Российской империи до тех пор, пока Москва не признает независимость Чеченской Республики».
В конце января-марте 1997 года С.Радуев неоднократно заявлял, что АГД готовит новые террористические акты на территории России. Он сообщил, что намерен создать «хорошо обученную диверсионную армию из 5 тыс. человек, которая будет способна уничтожить 5-10 российских дивизий». По его словам, в ходе операции «Пепел» «по меньшей мере три российских города должны быть похоронены под собственными руинами».
Власти Ичкерии неоднократно требовали от С.Радуева прекратить «провокационные выступления». 14 июня 1997 года президент ЧРИ Аслан Масхадов подписал указ о роспуске АГД, однако С.Радуев фактически проигнорировал это распоряжение, и фактически вооружённая группировка продолжала функционировать.
По словам самого С.Радуева, АГД финансировалась «Афганистаном и исламскими партиями Ближнего Востока».
В период своего существования АГД совершила множество терактов, в том числе теракт на железнодорожном вокзале Пятигорска, похищения военных и сотрудников милиции с целью получения за них выкупа, убийства, разбои, подрыв газопровода через Терек и другие акции того же рода.
21 июня 1998 года группа бойцов АГД во главе с полковником Вахой Джафаровым, начальником штаба «Армии Джохара Дудаева» (АДД), предприняла попытку захватить здание телевидения в Грозном. Во время столкновения погибли сам Джафаров, начальник Службы национальной безопасности Ичкерии Лечи Хултыгов.
4 ноября 1998 года Шариатский суд Чечни заочно приговорил Радуева к четырем годам лишения свободы за якобы попытку свержения президента Масхадова, но не предпринял попыток его арестовать.